# Església de Sant Cristòfol de Ribesalbes
L'església de Sant Cristòfol de Ribesalbes, dissenyada en un estil de transició entre un barroc tardà classicista i l'academicisme neoclàssic, és un temple catòlic situat al centre del recinte històric de la població i seu d'una parròquia del bisbat de Sogorb-Castelló.

## Història
Les obres de l'església s'inicien en 1766, adjudicades a Joseph Esteller, de Borriana, i als seus fills Jaume, Vicent i Mauro. El seu disseny podria ser obra de Joan Josep Nadal. En 1781, el pintor Joseph Ferrer decora les petxines de la cúpula i l'escultor Tomàs Granell confecciona la portada i el púlpit, el que indica l'acabament de l'obra.
Les obres del campanar comencen en 1786 a càrrec també del mestre d'obres Joseph Esteller, i acaba amb la col·locació de la creu que formava el remat, entre finals de 1788 i principis de 1789.
Aquesta església presenta moltes similituds amb les capelles de la Comunió de l'església de l'Assumpció d'Onda i de l'església del Salvador de Borriana, i el cos de les campanes de la torre campanar és molt semblant a l'església de l'Assumpció de Suera.
En 2008 la Conselleria de Cultura restaura les pintures de les petxines del creuer.
És un Bé de Rellevància Local amb la categoria de Monument d'Interès Local per la Disposició Addicional Quinta de la Llei 5/2007, de 9 de febrer, de la Generalitat Valenciana, del Patrimoni Cultural Valencià.

## Arquitectura

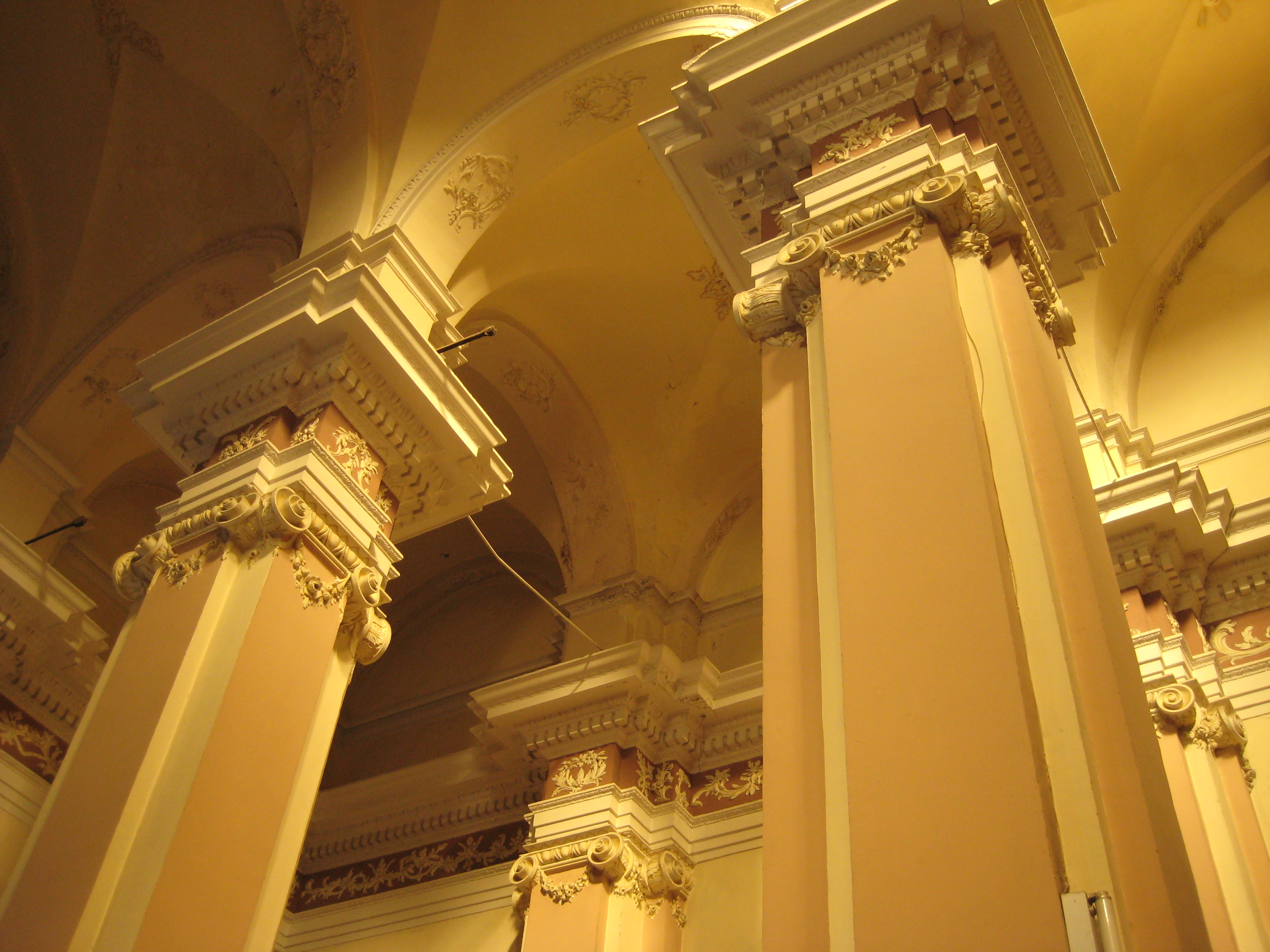
Interior

### Estructura
Església-saló de tres naus i dos trams, creuer i presbiteri amb capçalera plana, envoltat per la sagristia i la capella de la Comunió. La nau central i el transsepte tenen doble amplària que les naus laterals. Als peus de la nau se situa una mena de nàrtex flanquejat per la torre campanar i per un magatzem.
La nau central i els braços del transsepte es cobreixen per volta de canó amb llunetes, les laterals, amb volta de creueria en cada tram, i la capçalera amb volta de quadrant d'esfera. En el creuer se situa una cúpula sobre tambor octagonal amb finestres en cada cara flanquejades per columnes adossades des d'on surten radis que conflueixen en la clau, i petxines.
L'espai interior s'articula mitjançant pilars i pilastres d'ordre jònic amb garlandes entre les volutes, i un entaulament que envolta la nau, amb un fris continu de garlandes de fulles i flors, i sota la cornisa hi ha decoració de dentells. Les portes laterals del presbiteri presenten un entaulament sobre mènsules, que sosté una escena enquadrada, amb pitxers als extrems, i coronada per un oval sostingut per àngels.

### Façana principal
La façana presenta una cornisa mixtilínia amb pinacles en els angles. Al centre, una portada amb una obertura d'arc de llinda motllurat, flanquejada per pilastres d'ordre compost que suporten un entaulament on sota la cornisa hi ha decoració de dentells. Al damunt, una fornícula apetxinada amb el sant titular, flanquejada per pilastres i coronada per un frontó, on els capitells i la cornisa segueixen el mateix model que en el cos inferior, i dos pitxers sobre mènsules als extrems.

### Torre campanar
La torre campanar, situada als peus de la nau, en el costat de l'Evangeli, està adossada a la façana. Té planta quadrangular, amb un cos massís i, el cos de les campanes, amb una obertura de mig punt en cada cara flanquejada per parelles de pilastres, coronada per una forta cornisa amb gàrgoles amb cap de lleó en els angles. Al damunt, un doble edicle amb obertures en les seues cares.

### Galeria fotogràfica

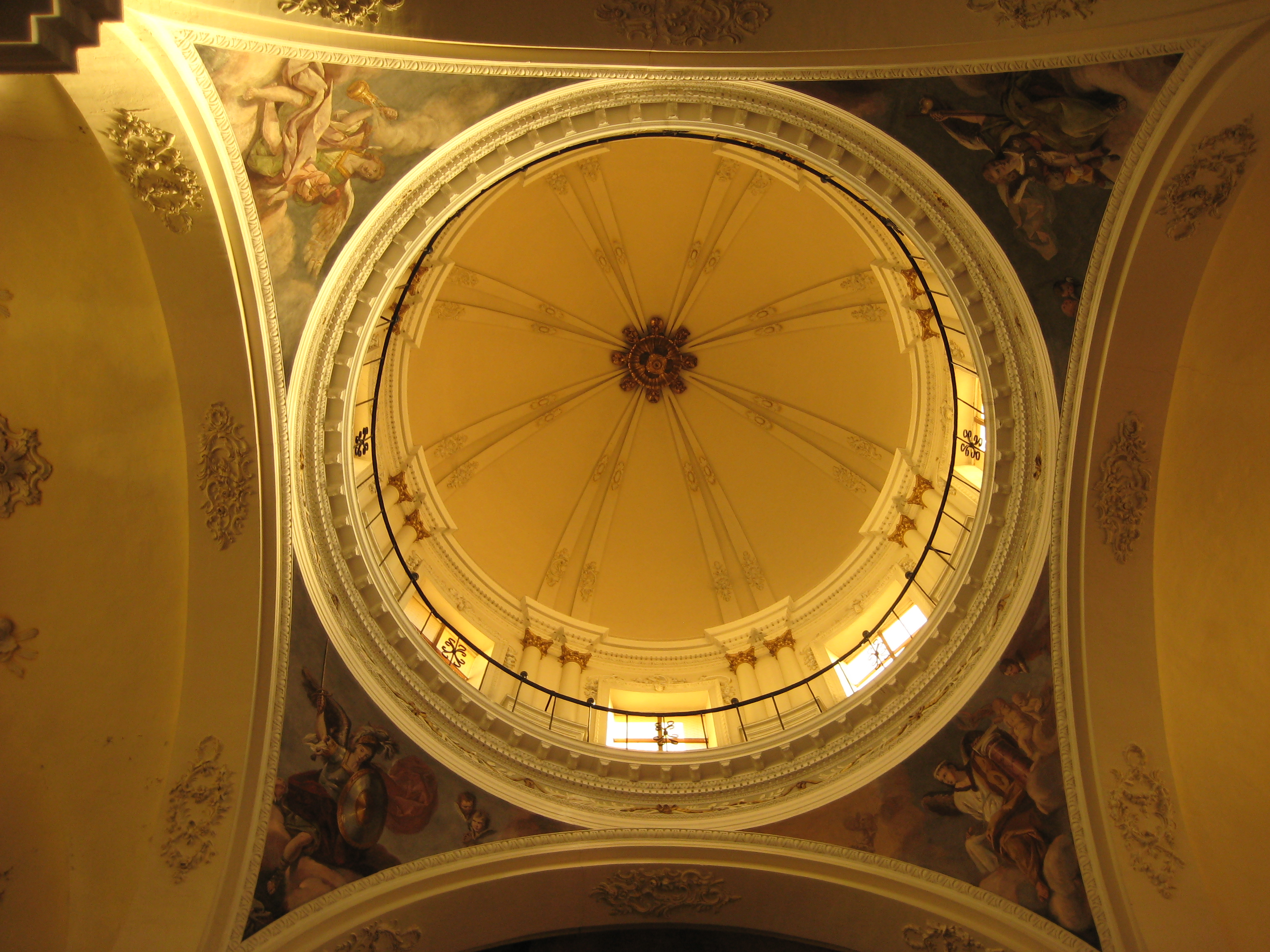
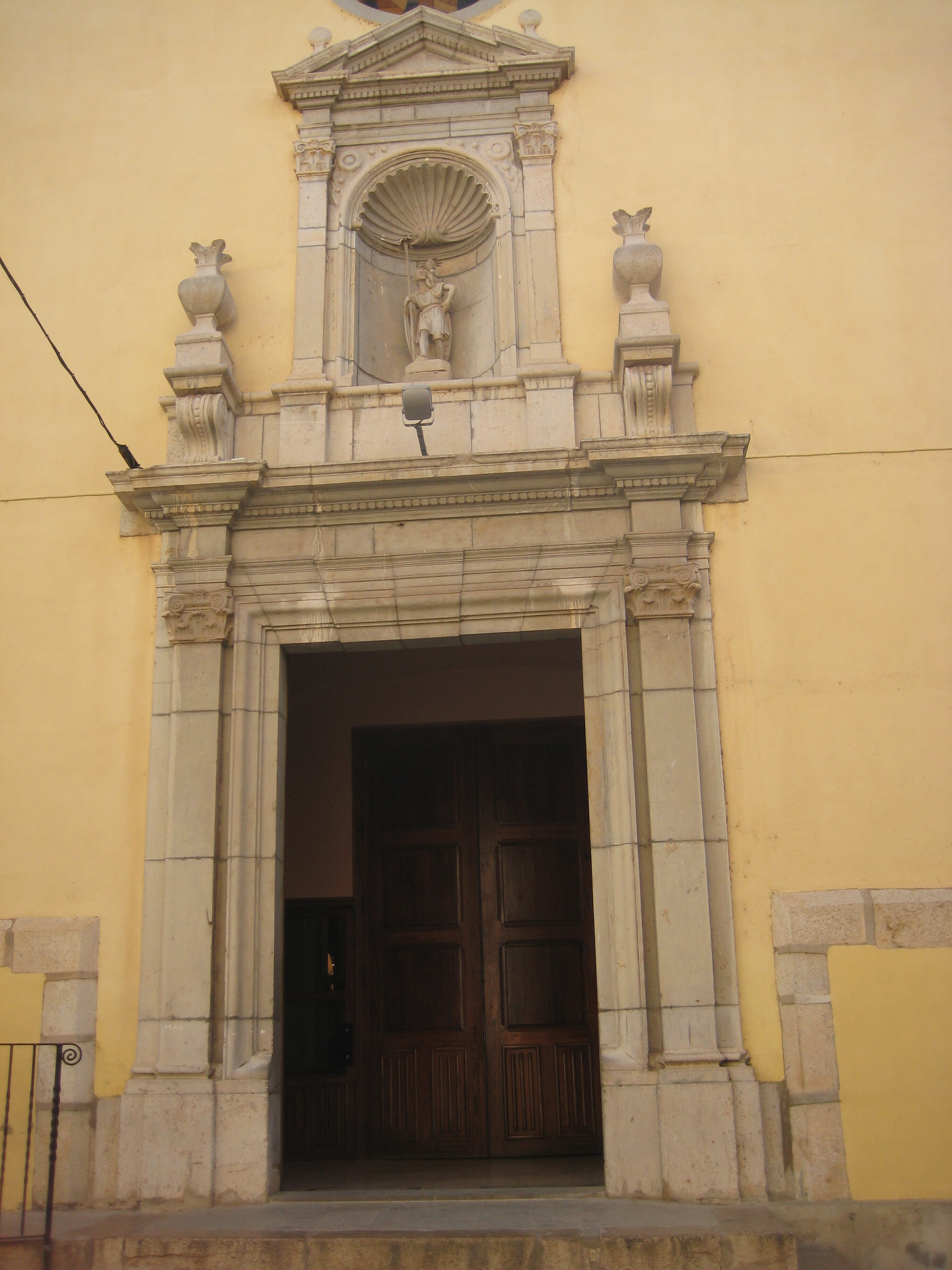
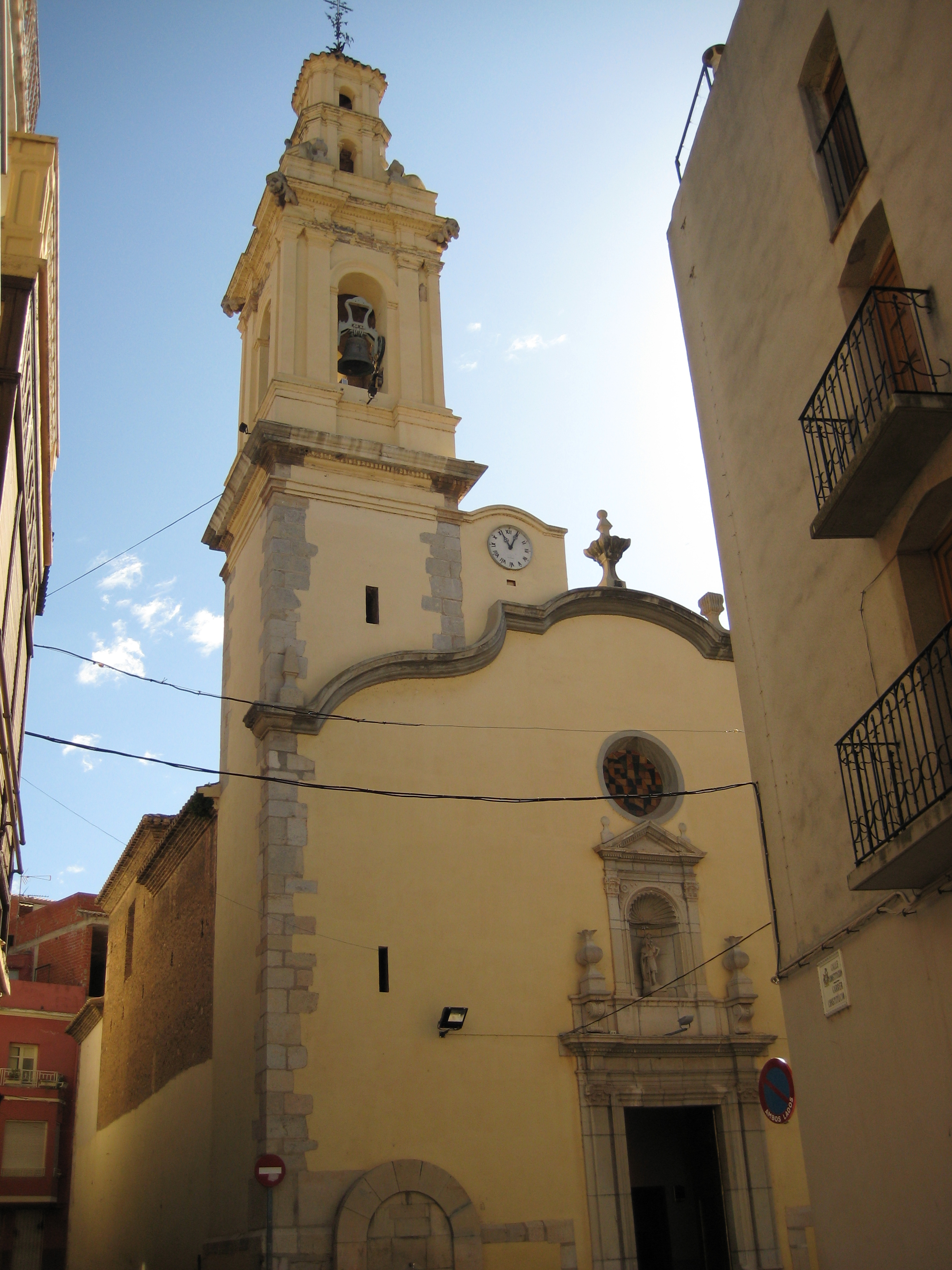

- Cúpula del creuer
- Portada
- Torre campanar